# Кукурузная похлёбка
Кукурузная похлёбка (англ. Corn chowder) — суп, приготовленный из кукурузы, лука, сельдерея и молока или сливок. Дополнительные ингредиенты, которые иногда используются — картофель, свинина, рыба, морепродукты и курица. В Соединённых Штатах самый ранний рецепт кукурузной похлёбки датируется 1884 годом. В США кукурузная похлёбка массово производится в качестве консервов.

## Рецепт
Кукурузная похлёбка — это густой суп на основе сливок. Основные ингредиенты в кукурузной похлёбке — это кукуруза, лук и сельдерей, молоко или сливки, сливочное масло, мука, соль и перец . Для приготовления блюда можно использовать как свежую кукурузу, так и консервированную или замороженную кукурузу. Кроме того, в суп можно добавлять картофель и другие овощи, свинину, бекон, крекеры и кукурузный крахмал (последний используется в качестве загустителя).
Это блюдо часто подаётся в качестве вегетарианской замены клэм-чаудеру, который также популярен в США.

## История
Первой опубликованный рецепт кукурузной похлёбки датируется 1884 годом, когда рецепт был опубликован в Бостонской кулинарной книге. Позже ещё один рецепт кукурузной похлёбки, автором которого была Фанни Фармер, был опубликован в кулинарной книге Бостонской кулинарной школы в 1896 году. Рецепт 1896 года использовал консервированную кукурузу, которая появилась в США примерно в середине XIX века. Рецепт 1896 года также включал в качестве ингредиентов свинину, картофель и крекеры. После опубликования рецепта 1884 года появилось множество вариантов рецепта кукурузной похлёбки в различных кулинарных книгах в Соединённых Штатах с различными ингредиентами и разными способами готовки. Например, в некоторых рецептах использовались сливки, молоко или сгущённое молоко, а в качестве загустителя использовалась мука или яйца.

## Массовое производство
Кукурузная похлёбка массово производится в виде консервов в Соединённых Штатах. Производством и продажей консервированной кукурузной похлёбки занимается несколько компаний: Campbell Soup, Costco, General Mills, Safeway и другие.

## Галерея
- Кукурузная похлёбка со свининой
- Кукурузная похлёбка с креветками
- Тарелка с кукурузной похлёбкой от Costco